# ادن، شهرستان میسون، میشیگان
ادن (به انگلیسی: Eden Township) یک منطقهٔ مسکونی در ایالات متحده آمریکا است که در شهرستان ماسون، میشیگان واقع شده‌است.
 ادن  ۵۸۲ نفر جمعیت دارد و ۲۲۳ متر بالاتر از سطح دریا واقع شده‌است.